# Alicia Rhodes
Alicia Rhodes, född 8 september 1978 i Manchester, är en brittisk före detta porrskådespelerska som tidigare arbetat i USA. Hon gjorde 243 filmer under sin aktiva tid mellan 2002 och 2010.